# 新制作展
新制作展（しんせいさくてん）とは、美術団体のひとつである新制作協会（しんせいさくきょうかい）の主宰する公募展。絵画、彫刻、スペースデザインの三部門を持つ。

## 概要
毎年、9月下旬から10月初旬に、上野の東京都美術館で開催されてきたが、2006年の第70回記念展を最後に、翌2007年から六本木の国立新美術館に移転した。今後は国立新美術館で開催される。 